# Roger Norrington
Pour les articles homonymes, voir Norrington.
Roger Norrington, né le 16 mars 1934 à Oxford et mort le 18 juillet 2025 dans le Devon, est un chef d'orchestre britannique. Il est connu pour ses interprétations sur instruments d'époque, notamment des œuvres du XVIIIe siècle et du XIXe siècle.
Il a travaillé avec des orchestres du monde entier (Berlin, Vienne, Amsterdam, Paris, orchestres britanniques et des États-Unis).

## Biographie
Roger Arthur Carver Norrington naît le 16 mars 1934 à Oxford,,.
Il étudie au Royal College of Music de Londres, avec notamment Adrian Boult comme professeur de direction, ainsi qu'à l'université de Cambridge. Jusque dans les années 1960, il travaille comme ténor, avant de fonder en 1962 le Schütz Choir (plus tard le Schütz Choir of London),,. Il enregistre les œuvres chorales et les mélodies de Berlioz pour le label Argo - Decca.
De 1969 à 1984, Roger Norrington est directeur musical de l'Opéra de Kent où il dirige plus de 400 représentations de 40 œuvres différentes, de Monteverdi (réalisant notamment une nouvelle édition du Couronnement de Poppée pour l'occasion) à Britten et Tippett,,,. Comme chef lyrique, il fait ses débuts au Sadler's Wells Opera en 1973 avec Le nozze di Figaro et à Covent Garden en 1986 dans Samson de Haendel. Il dirige également des opéras à Florence, Venise, Vienne, Berlin, Paris et Amsterdam.
À partir des années 1970, il se consacre principalement à l'interprétation de la musique baroque et classique. Il dirige notamment le London Baroque Ensemble à partir de 1975.
En 1978, il fonde l'ensemble London Classical Players dont il assure la direction musicale jusqu'en 1997,.
Avec cet orchestre, il enregistre en 1986-1988 une première intégrale remarquée des symphonies de Beethoven,. Il enregistre en 1989 avec une nouvelle approche l'ouverture des Francs-Juges et la Symphonie Fantastique de Berlioz.
Conjointement, Roger Norrington dirige de 1985 à 1989 le Bournemouth Sinfonietta et de 1990 à 1994 l'Orchestre de l'église Saint-Luc de New-York,,.
En 1997, il est nommé à la direction de la Camerata Academica de Salzbourg et devient un chef invité régulier de l'Orchestra of the Age of Enlightenment,. Il dirige la Camerata Academica jusqu'en 2007.
En 1998, il est nommé chef principal de l'Orchestre symphonique de la radio de Stuttgart avec lequel il enregistre notamment sa 2e intégrale des symphonies de Beethoven, puis il entreprend un cycle Berlioz avec L'Enfance du Christ, la Symphonie Fantastique, Les Francs-Juges, le Requiem, Benvenuto Cellini. Il est à la tête de la formation stuttgartoise jusqu'en 2011.
En 2007, Roger Norrington devient conseiller artistique de la Handel and Haydn Society de Boston.
De 2011 à 2016, il est chef principal de l’Orchestre de chambre de Zurich, et, à partir de 2012, est premier chef invité de l'Orchestre de chambre de Paris.
Il est considéré comme l'un des premiers chefs « à entreprendre de restituer le répertoire symphonique du début du XIXe siècle dans les conditions d'exécution de l'époque (style et instruments), notamment les symphonies de Beethoven, transposant par la suite cette approche sur instruments modernes avec des orchestres symphoniques contemporains ».
Dans le domaine de la musique contemporaine, Roger Norrington est le créateur d'œuvres de Charles Brown (Soliloquy, 1977), Qigang Chen (Invisible Voices, 2005) et David Matthews (Cantiga, op. 45, 1988), notamment.
Il est nommé commandeur de l'ordre de l'Empire britannique en 1990 et Knight Bachelor en 1997.
Il fait ses adieux à la scène en novembre 2021 avec Joseph Haydn,.
Roger Norrington meurt le 18 juillet 2025, à l'âge de 91 ans,,.

## Répertoire
Ses tempos rapides, avec un usage limité du vibrato, impriment une marque nette sur ses interprétations. Ses enregistrements de Berlioz font date. Ses deux intégrales des symphonies de Ludwig van Beethoven respectent les indications métronomiques du compositeur. La première intégrale est enregistrée sur instruments anciens, la seconde sur instruments modernes,.

## Distinctions
- Ordre de l'Empire britannique à titre civil Commandeur de l'ordre de l'Empire britannique (CBE), 1990[3] ;
- Knight Bachelor, 1997[3] ;
- Grammy Awards, nomination en 2004 ;
- Croix d'officier de l'ordre du Mérite de la République fédérale d'Allemagne, 1re classe (2011) ;
- Docteur honoris causa du Royal College of Music (2016)[8].
- Chevalier de l'ordre du Mérite‎ de la République italienne